# Малък корморан
Малкият корморан (Microcarbo pygmeus) е птица от семейство Корморанови (Phalacrocoracidae). Среща се и в България.

## Физически характеристики
Това е птица от семейство Корморанови – интересни водолюбиви птици. Известен е още като малка дяволица или карабатак. Оперението му е черно-кафяво, като двата пола са практически неразличими. Дължина на тялото: 50 cm. Размах на крилете: 85 cm. Възрастните през размножителния период са черно-кафяви с бели щрихи по тялото и метален блясък по крилата. През есенно-зимния период щрихите и блясъкът изчезват. Младите са с бяло подбрадие и белезникави корем и гърди. Лети с бързи плитки махове ниско над водата. Издавани звуци: В гнездовите колонии – нисък насечен крясък.

## Разпространение
Корморанът населява крайбрежията на Азовско, Аралско и Каспийско море, Мала Азия и Близкия Изток. Обитава сладководни и полусолени водоеми с обилна растителност, често с чапли, блестящи ибиси и лопатарки. При миграции и зимуване образува ята. За първи път за територията на България е съобщен от орнитолога Николай Боев 

## Начин на живот и хранене
Корморанът се храни с риба, гущери и жаби.